# Казахи в Санкт-Петербурге
Казахи в Санкт-Петербурге — собирательное название казахов временно или постоянно проживающих в Санкт-Петербурге. Официально считаются 14 крупнейшей диаспорой в Санкт Петербурге.

## Численность
Казахи, как диаспора начала формироваться в советский период и медленно росла вплоть до развала союза, после чего много казахов покинуло город. Сегодня диаспора снова постепенно растёт.
Динамика численности казахского населения в городе Санкт-Петербурге
| 1897 | 1926 | 1939 | 1959 | 1970 | 1979 | 1989 | 2002 | 2010 |
| ---- | ---- | ---- | ---- | ---- | ---- | ---- | ---- | ---- |
| —    | —    | 390  | 654  | 1562 | 2002 | 6331 | 2830 | 3349 |

## История
Присутствие казахов замечалось ещё в царском Петербурге, например тут жил известный этнограф и путешественник Чокан Валиханов. Казахи как диаспора образовались в Ленинграде в период СССР. Некоторые из них оставили след в истории Ленинграда, например поэт Джамбул Джабаев написал известный стих во время блокады Ленинграда «Ленинградцы, дети мои!». В середине XX века в город приезжало всё большее количество студентов из Казахстана: так, в 1964 году в городе был создан «Совет студентов и аспирантов из Казахстана». В городе также действовал вокально-инструментальный ансамбль «Арай», участвовавший в городских мероприятиях и принимающий участия в гастролях в Казахстане.
В 1989 году в городе впервые было основано национальное общество «Ата-Мекен», организующее и поддерживающее элементы национальной культуры.

## Современность
Сегодня большинство из казахов приезжают в город, чтобы трудоустроиться или получить высшее образование. Из-за своей внешности они могут встретить повышенное внимание со стороны полицейских или ультраправых. Несмотря на это, население Петербурга относится в общем дружелюбно и терпимо к казахам.
Вопреки относительно распространённому мнению, казахи не отправляются в Петербург в качестве гастарбайтеров, как это делают узбеки или таджики, а, как правило, являются предпринимателями, инвесторами или работниками интеллектуального труда. Казах, проживающий в Петербурге, как правило, отлично владеет русским языком. Многие из них занимают престижные посты в городе, например Мурат Сатаев является руководителем «Сбербанка Лизинг» Северо-Западного региона. Азургет Шаукенбаева — основатель и первый ректор Государственной полярной академии, Карим Сарсенов — полковник, начальник факультета университета МВД и другие.
Начиная с 90-х годов среди казахской диаспоры принято публично отмечать национальный праздник наурыз.